# 四个毕业生
《四个毕业生》（英語：Reality Bites）是一部1990年代的爱情喜剧電影，也是班·史提勒的首部导演电影。该片的主要演员有薇诺娜·瑞德，伊森·霍克，與本·斯蒂勒自己，并拍摄于得克萨斯州的奥斯汀和休斯顿。该片描述了一群属于X世代的大学毕业生面对工作，社会和爱情等不同方面的问题。

## 剧情简介
自大学毕业后，莉蕾娜（薇诺娜·瑞德饰演）便和好友薇琪（Janeane Garofalo饰演）在外租房找工。莉蕾娜很快地加入电视主播助理行列，薇琪则在Gap服装店打工，过后更升任为分店经理。
一天，莉蕾娜在公路上朝担任有线电视主管的雅皮士麦克（本·斯蒂勒饰演）的车子抛丢香烟，造成了一场车祸而相识，两人之后就开始谈恋爱。另外，莉蕾娜和薇琪的死党特洛伊（根据编剧Helen Childress的真实校友而写，由伊森·霍克饰演）原本在报摊打工，后来因偷取一条巧克力棒而遭解雇，就此失去了第十二份工作，他只好搬到莉蕾娜的寓所暂住。但是性格放荡不羁的特洛伊不愿再迁就薪酬微薄，没有出息的工作而选择游手好闲，到了晚上他就变成在夜吧弹唱的Grunge摇滚乐歌手。原本早已和莉蕾娜有着微妙关系的特洛伊对她和麦克的出双入对满不是滋味，而这段恋情之后更形成三角恋。
另外，麦可的管理层答应购买莉蕾娜拍摄的纪录片「Reality Bites」，以便在节目In Your Face TV中播出。莉蕾娜在此片纪录了自己和友人对感情，家庭，工作等种种课题的真情剖白。莉蕾娜的父母自小离异，特洛伊的父亲则患上前列腺癌，这使他特别珍惜和父亲在一起的每时每刻。在童年阴影的笼罩下，薇琪对婚姻存有恐惧感。但是，她的一夜情和滥交使她必须面对患上爱滋病的风险。三人的同性恋好友Sammy则维持单身；不是因为他对爱滋病感到惧怕，而是担心保守的父母面对不了事实。
而莉蕾娜必须在麦克和特洛伊之间两者择一......

## 演员表
- 薇诺娜·瑞德 - Lelaina Pierce
- 伊森·霍克 - Troy Dyer
- 班·史提勒 - Michael Grates
- 詹妮安·加罗法洛 - Vickie Miner
- 史提夫·扎恩 - Sammy Gray
- 斯伍西·库尔茨（英语：Swoosie Kurtz） - Charlane McGregor
- Harry O'Reilly - Wes McGregor
- 巴里·谢尔曼（英语：Barry Sherman） - Grant's producer
- 安妮·米拉（英语：Anne Meara） - Louise
- 安迪·迪克 - Rock
- 基思大卫（英语：Keith David） - Roger
- 大卫·皮尔纳（英语：David Pirner） - Phineas
- 埃文·丹多（英语：Evan Dando） - Actor "Roy"
- 格伦·达菲（英语：Karen Duffy） - Actor "Elaina"
- 乔唐贝克（英语：Joe Don Baker） - Tom Pierce
- 約翰·馬奧尼 - Grant Gubler

## 所获荣誉
- MTV电影奖最佳接吻奖提名（薇诺娜·瑞德、伊森·霍克）

## 轶事
- 电影导演昆汀·塔倫提諾原本打算把The Knack主唱的《My Sharona》加入《黑色追緝令》（Pulp Fiction，1994年）的电影原声带中，但后来他发现这首歌的版权早已授予该片。
- 当时还是寂寂无名的Gwyneth Paltrow，Anne Heche和Parker Posey曾为演出「薇琪·麦纳」这个角色而试镜，不过最终还是由Janeane Garofalo来饰演。
- 导演本·斯蒂勒看了Steve Zahn在纽约的台上表演后，决定找他演出。那时候的伊森·霍克正和Steve Zahn一起工作。
- 编剧Hellen Childress笔下的角色莉蕾娜·皮尔斯是为薇诺娜·瑞德而写。
- 当年编剧Hellen Childress完稿时年仅19岁，是个刚刚踏入南加州大学的新鲜人。
- 原著剧本描述了莉蕾娜的酗酒姐妹，佩蒂正在康复中。其中有些片段已经拍好但后来却被删除。佩蒂这个角色是由编剧Hellen Childress现实中的姐妹Patricia Childress饰演。
- 伊森·霍克把私交好友丽莎·洛普的卡带交给本·斯蒂勒后，她的歌曲《Stay》得以被收录在电影原声带内。
- 本·斯蒂勒被告知他必须同意把Big Mountain翻唱的歌曲《Baby，I Love Your Way》放进电影原声带中，他才能够加入丽莎·洛普的歌曲《Stay》。
- 在剧中与莉蕾娜通话的心灵导师由本·斯蒂勒现实中的姐姐艾美·斯蒂勒声演。
- Dave Pirner（Soul Asylum的主音，薇诺娜·瑞德的前男友）曾在一些「自制录影带」中出现。

## 失误
- 连贯性: 用手提摄影机拍摄莉蕾娜说那段话”...而你想知道为何我们从来没份参与。” （“...and you wondered why we never got involved.”）的镜头角度明显变换。
- 连贯性:麦克在公路上驾驶时不小心撞到了莉蕾娜汽车的左翼，两人在麦克在办公室会面后，莉蕾娜便和薇琪一齐乘坐汽车返抵寓所。当她们步出车子时，镜头所显示的汽车却完好无损。
- 连贯性:当特洛伊和麦可在夜吧外说话时，他的发型共变换了数次。
- 连贯性:莉蕾娜与麦克约会后在寓所和特洛伊吵了一场，她随即开门回到房内，但她有好几次也是打开那扇门从屋外进来。
- 连贯性:特洛伊在夜吧弹唱后放下了两次吉他。
- 连贯性:大伙儿共用一个汽水罐抽烟壶，实际上他们用了两个不同的汽水罐。
- 时代错误:电影中有一段情节是讲述主角们喝着7-11便利店的思乐冰（Slurpee），但是这样的事情不可能在1993年/1994年(电影拍摄/上映的年份)的休斯顿发生。其实休斯顿区所有的7-11便利店在约1990年被卖给Stop'n'Go后，就没有贩售思乐冰。而最靠近并有出售思乐冰的便利店坐落于约109英里外，得克萨斯州的Smithville。但是以这样的距离来说，在那里购买的思乐冰还没被带回休斯顿之前恐怕就早已溶化了。
- 主角们犯下的错误 (有可能是导演的蓄意安排): 当特洛伊被莉蕾娜问起时，他对“讽刺”的定义是“讽刺”，即是没有答案。（Lelaina: Can you define "irony"? Troy Dyer: It's when the actual meaning is the complete opposite from the literal meaning. ）